# Christoph Mestmacher-Steiner
Christoph Mestmacher-Steiner (* 1964 in Salzhausen) ist ein deutscher Journalist.

## Leben
Mestmacher absolvierte zunächst eine Ausbildung zum Kaufmann im Groß- und Außenhandel und studierte Betriebswirtschaftslehre an der Universität Hamburg. Gleichzeitig war er Volontär beim Norddeutschen Rundfunk (NDR). Er arbeitete u. a. für das politische Fernsehmagazin Panorama und für das Nachrichtenmagazin Der Spiegel. Seit 2006 ist er NDR-Redakteur in der Abteilung Dokumentation und Reportage. Er ist Teamchef der Dokumentationsreihe 45 Min.

## Auszeichnungen
- 2002: Grimme-Preis für Die Todespiloten
- 2009: Grimme-Preis für Leben und Sterben für Kabul[2]

## Filmografie (Auswahl)
- 2007: Wer gab Euch das Recht zu morden? – Die Geschichte der RAF-Opfer (Produzent)
- 2010: Die Kinder von Berne (Produzent)
- 2012: Ich, Putin – Ein Portrait (Produzent)